# Montaldeo
Montaldeo är en ort och kommun i provinsen Alessandria i regionen Piemonte i Italien. Kommunen hade 249 invånare (2018).